# Phytocoris ramosus
Phytocoris ramosus är en insektsart som beskrevs av Philip Reese Uhler 1894. Phytocoris ramosus ingår i släktet Phytocoris och familjen ängsskinnbaggar. Inga underarter finns listade i Catalogue of Life.